# 褐副鳞鲀
褐副鳞鲀（学名：Pseudobalistes fuscus），又名黑擬板機魨、黑副鱗魨、黃點砲彈、黑副板機魨，为輻鰭魚綱魨形目鳞鲀科副鳞鲀属的鱼类。分布于红海、印度洋非洲东海岸至太平洋中部夏威夷群岛以及西沙群岛海域等，属于暖水性鱼类。

## 形態
本魚體呈長橢圓形且側扁，體深褐色，鱗片有黃斑;胸鰭、背鰭軟棘、臀鰭與尾鰭深色且有黃色的邊緣; 稚魚土黃色有藍灰色的斑點與斑塊。5公分以下的稚魚，黃褐色身體上有深色的鞍狀斑與很多的深色波浪狀的線，尾鰭為新月形，背鰭硬棘3枚;背鰭軟條24-27枚;臀鰭軟條19-24枚，體長可達55公分，棲息在水質清澈的潟湖、臨海礁石區，以珊瑚、甲殼類、海膽、有機碎屑等為食，生活習性不明，可做為觀賞魚及食用魚。

一尾成年的褐副鳞鲀在埃及紅海海域